# Tumlare (duva)

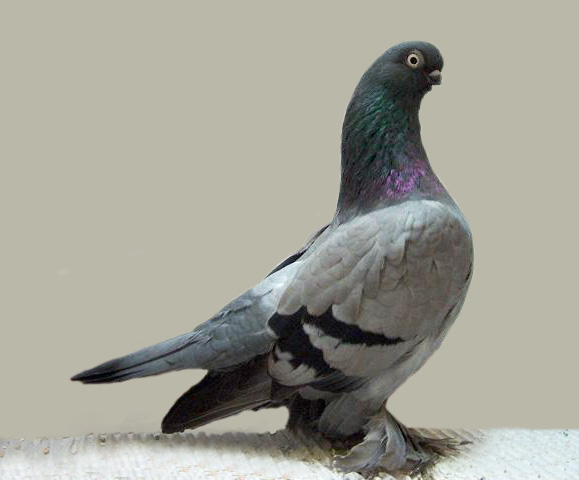
"Berlin Short Faced"-tumlare.

Tumlare, tumlarduva, tumlareduva eller tumlett är raser av tamduva som framavlats för sin egenskap att tumla runt eller snurra baklänges i flykten.